# Rudtjärnen (Säters socken, Dalarna, 668168-149519)
Rudtjärnen är en sjö i Säters kommun i Dalarna och ingår i Dalälvens huvudavrinningsområde.